# Schreibende Enigma
Bei der Schreibenden Enigma, auch als Typenhebelchiffriermaschine bezeichnet, handelt es sich um ein frühes Modell der Rotor-Schlüsselmaschine Enigma.

## Geschichte
In der langen Geschichte der unterschiedlichen Enigma-Modelle war die im Jahr 1924 eingeführte sogenannte „Schreibende Enigma“ die Vierte (siehe auch: Stammbaum der Enigma unter Weblinks). Wie die im Vorjahr 1923 eingeführte und propagierte Handelsmaschine gehört sie zu den „schreibenden Chiffriermaschinen“ und nicht zu den zeitgleich aufkommenden „Glühlampen-Chiffriermaschinen“. Sie verfügte im Gegensatz zu ihrer Vorgängerin nicht über ein Typenrad, sondern nutzte Typenhebel für den Druck. Nachdem sich die erste Version der „Schreibenden Enigma“ noch als unzuverlässig erwies, wurde zwei Jahre später, im Jahr 1926, eine technisch verbesserte Version herausgebracht. Wie ihrer Vorläuferin war jedoch auch ihr, vor allem wegen des hohen Preises von 8000 ℛℳ (ca. 37.000 €), kein großer kommerzieller Erfolg beschieden. Die letzte Fortentwicklung der „Schreibenden Enigma“ war 1928 die Enigma H.